# Frederick Jackson (Politiker)
Frederick Jackson (* 9. Oktober 1847 in Kirkland, Oneida County, New York; † 28. Juli 1915 in Providence, Rhode Island) war ein US-amerikanischer Politiker. Zwischen 1905 und 1908 war er Vizegouverneur des Bundesstaates Rhode Island.

## Werdegang
Frederick Jackson studierte bis 1873 an der Cornell University und arbeitete danach in der Versicherungsbranche. Außerdem war er Mitglied der Staatsmiliz von New York, in der es bis zum Oberstleutnant brachte. Seit 1891 lebte er in Providence, wo er Manager einer Lebensversicherungsgesellschaft war. Dort wurde er auch Mitglied des Handelsausschusses. Politisch schloss er sich der Republikanischen Partei an.
1904 wurde Jackson an der Seite von George H. Utter zum Vizegouverneur von Rhode Island gewählt. Dieses Amt bekleidete er zwischen 1905 und 1908. Dabei war er Stellvertreter des Gouverneurs und Vorsitzender des Staatssenats. 1907 kandidierte er erfolglos für das Amt des Gouverneurs. Nach seiner Zeit als Vizegouverneur war er als Investmentbanker tätig. Er starb am 28. Juli 1915 in Providence.